# 村田靖子
村田 靖子（むらた やすこ、1945年7月 - ）は、日本のヘブライ語、ヨーロッパ文学の研究者、翻訳家。東邦大学教授。
専門は英文学、現代ヘブライ語文学。

## 来歴
1968年東京女子大学哲学科卒業、東京都立大学 (1949-2011)大学院ヨーロッパ語文学修士課程修了、同英文学博士課程中退、小池滋、Amorey Gethinに学ぶ。86年弘前大学教養部助教授、91年東邦大学薬学部教授（英語）、2001-02年オックスフォード・ヘブライ・ユダヤ学センター特別研究員。
ノーベル文学賞候補とされるアモス・オズを研究・翻訳するほか、英文学、推理ものなど多数の翻訳がある。　

## 共著
- 『モダニズムの越境』（人文書院）
- 『わかるユダヤ学』（日本実業出版社）
- 『ロンドン事典』（大修館書店）

## 翻訳
- 『死の蒸発 DKA探偵事務所ファイル』（ジョー・ゴアズ、角川文庫） 1974
- 『赤いキャデラック DKA探偵事務所ファイル』（ジョー・ゴアズ、角川文庫） 1978
- 『原始惑星への脱出』（ジョン・ブラナー、久保書店SFノベルズ） 1979
- 『思春期』（パトリシア・ディゼンゾ、角川文庫） 1980
- 『殺人にいたる病』（アーナス・ボーデルセン、角川文庫） 1981
- 『ザノーニ』（エドワード・ブルワ=リットン、富山太佳夫共訳、国書刊行会、ゴシック叢書） 1985
- 『ヴィクトリア朝の緋色の研究』（R・D・オールティック、国書刊行会、クラテール叢書） 1988
- 『蒼い迷宮』（アーナス・ボーデルセン、角川文庫） 1988
- 『天の猟犬 ゴドウィンからドイルに至るイギリス小説のなかの探偵 』（イーアン・ウーズビー、小池滋共訳、東京図書） 1991.11
- 『愚者たち』（ジャブロ・S・ンデベレ、福島富士男共訳、スリーエーネットワーク、アフリカ文学叢書） 1995
- 『石の女』（J・M・クッツェー、スリーエーネットワーク、アフリカ文学叢書） 1997
- 『<むこう>から来た少年』（タマル・ベルグマン、未知谷） 1998.6
- 『エルサレム - 記憶の戦場』（アモス・エロン、法政大学出版局、りぶらりあ選書） 1998
- 『エルサレムの詩 イェフダ・アミハイ詩集』（イェフダ・アミハイ、思潮社） 2003.12
- 『言語・思考・権威 - 言葉の罠と自分で考えること』（エイモリー・ゲッシン、未知谷） 2004.5

### アモス・オズ
- 『わたしのミハエル』（アモス・オズ、角川書店） 1977
- 『ブラックボックス』（アモス・オズ、筑摩書房） 1994.3
- 『スムヒの大冒険』（アモス・オズ、未知谷） 1997.8
- 『地下室のパンサー 』（アモス・オズ、未知谷） 1998.11
- 『わたしたちが正しい場所に花は咲かない』（アモス・オズ、大月書店） 2010.3